# Eugène Laurent Renard
Eugène Laurent Renard, né le 17 juillet 1784 à Liège, où il meurt le 23 octobre 1852, est un publiciste belge. Il est aussi professeur d'archéologie et d'histoire de l'art à l'Académie royale des beaux-arts de Liège de 1842 à 1852.

## Biographie
Né le 17 juillet 1784 à Liège, Eugène Laurent Renard est le fils de Jean-Mathieu Renard, ancien président de l'Administration centrale du département de l'Ourte, et de Marie-Agnès Jaspar,,. Il fait ses études à l'école centrale du département de l'Ourthe, où il suit entre autres les cours de Léonard Defrance, puis il travaille de 1806 à 1810 à la grande filature de laine de Pierre Henri de Thier située à Hodimont,. Jusqu'en 1827 il continue de travailler pour différentes maisons industrielles, dont celles de David et de Biolley, et à ce titre il voyage souvent en Hollande,.
Il revient à Liège en 1827 et il y reprend l'ancienne librairie de P.-J. Collardin, « qui jouissait du privilège d'imprimeur de l'université de Liège »,,. Il épouse Marie Louise Euphémie Chefneux (1801-1833) puis Barbe de Sartorius (1794-1864) en septembre 1834. Cinq enfants sont issus de ces deux mariages : « Lucien, ingénieur ; Fernand, antiquaire et éditeur de plusieurs publications liégeoises ; Hyacinthe, industriel ;  Camille, professeur à l'université, et Jules qui, sous l'anagramme Draner, s'est acquis une grande réputation de caricaturiste spirituel, notamment au Charivari ». Il cède la librairie-imprimerie à ses enfants en 1848,,.
C'est seulement à partir de 1830 qu'il entre « dans la carrière politique et littéraire ». Partisan du gouvernement hollandais, « il prêche la patience aux Wallons trop francisés » et fait partie du comité consultatif constitué par la ville de Liège afin de « donner plus de poids et de popularité aux mesures qu'elle aurait à prendre »,. Bien qu'il reconnaisse certains abus, Renard ne croit pas « à la réalité des griefs que l'on élève » contre le royaume uni des Pays-Bas et pense qu'il est possible de les redresser pacifiquement,. Il considère la révolution belge comme une faute, observant que les Pays-Bas avec « ses colonies et sa marine, ses capitaux et son génie commercial » complète avantageusement la Belgique, plutôt industrielle,. Avec plusieurs industriels liégeois qui sont de la même la opinion, il fonde en 1831 le journal l'Industrie qui défend « l'ancien ordre de choses contre les attaques des patriotes »,. Au fur et à mesure que l'indépendance se consolide, le journal perd de nombreux abonnés et Renard cède finalement ses parts en 1835 à M. Lafontaine, « contre le remboursement des sommes dépensées »,.
Proche du parti libéral et plus spécialement encore des loges maçonniques, il combat « avec verve le parti catholique, véritable auteur, selon lui, du divorce de 1830 »,. Il fonde la revue la Voix du peuple en 1844, qui ne paraît qu'un an, puis le Travail en 1848,. Selon Ulysse Capitaine, Renard « était doué d'une promptitude de conception remarquable et d'un esprit essentiellement assimilateur »,. Il est nommé professeur d'archéologie et d'histoire de l'art à l'Académie royale des beaux-arts de Liège le 11 février 1842, nomination ratifiée par le roi Léopold Ier le 14 mars 1846,,. « Jusqu'à sa mort, le professeur est populaire et brillant en cette chaire. Un de ses élèves, le sculpteur Charles Honoré, démontre toute la fécondité de cet enseignement dans un mémoire couronné en 1850 par l'Académie des Beaux-Arts de Liège (Mémoire sur le cours d'archéologie et d'histoire moderne) ».
Il meurt le 23 octobre 1852 à Liège,,,. La rubrique nécrologique du journal L'Indépendance belge remarque le 26 octobre 1852 que « jamais vie ne fut mieux remplie que la sienne ; comme citoyen, il défendit
avec un rare talent dans le journal le Travail, la forme de gouvernement que la Belgique s'est donnée en 1839 ; comme professeur, il fit la guerre la plus rude au matérialisme et à la servilité en fait d'art, et ses efforts n'ont pas été stériles ».